# Virtual Insanity
Virtual Insanity è un singolo del gruppo inglese Jamiroquai, estratto dall'album del 1996 Travelling Without Moving. La canzone ha ottenuto un notevole successo in tutta Europa fra il 1996 ed il 1997, raggiungendo la terza posizione in Inghilterra e la prima in Italia.

## Video musicale
Il video di Virtual Insanity è sicuramente uno dei videoclip di musica pop più conosciuti, oltre che sicuramente quello di maggior successo dei Jamiroquai. Nel settembre 1997 ebbe dieci nomination agli MTV Video Music Awards, di cui ne vinse quattro, incluso quello più prestigioso ("video dell'anno"). Nel 2006 è stato posizionato al nono posto dagli spettatori di MTV in un sondaggio per scegliere il video più "trasgressivo" della storia.
Il video, diretto da Jonathan Glazer consiste principalmente di una inquadratura fissa su Jay Kay che esegue il brano e danza in una stanza semivuota, dal soffitto grigio e dall'atmosfera asettica. Nel corso del video tre divani di colore nero, unici oggetti d'arredamento della stanza, si muovono da soli. Di tanto in tanto sullo schermo passano scarafaggi o un corvo; alla fine si vedrà fuoriuscire sangue da sotto i divani e da una delle pareti.
Il video ebbe molti consensi per i suoi effetti speciali: il pavimento infatti sembra muoversi mentre il resto della stanza è fisso, permettendo a Kay di eseguire passi e movimenti normalmente impossibili.
Nel 1997, Chris Rock ha realizzato una parodia del video, utilizzata per pubblicizzare gli MTV Video Music Awards del 1997.

## Tracce
Vinile 7"
A1 Virtual Insanity (Single Edit) (4.04)
B1 Virtual Insanity (Unreality Mix) (3.54)
Vinile 12"
A1 Virtual Insanity (Single Edit) (4:04)
A2 Do You Know Where You're Coming From (Original Mix) (4:59)
B1 Bullet (4:19)
B2 Virtual Insanity (Album Version) (5:40)
CD Maxi 1
1. Virtual Insanity (4:04)
2. Do You Know Where You're Coming From (Original Mix) (4:59)
3. Bullet (4:19)
4. Virtual Insanity (Album Version) (5:40)

CD Maxi 2
1. Virtual Insanity (4:07)
2. Space Cowboy (Classic Radio) (4:03)
3. Emergency On Planet Earth (London Rican Remix) (7:14)
4. Do You Know Where You're Coming From (4:59)

CD Single
1. Virtual Insanity (Radio Edit) (3:46)

CD Remix
1. Virtual Insanity (Single Edit) (4:07)
2. Virtual Insanity (Unreality Mix) (3:56)
3. High Times (Sanchez Radio Edit) (3:53)
4. Space Cowboy (Classic Club) (7:52)
5. Alright (Tee's In The House Mix) (7:20)
6. Cosmic Girl (Classic Mix) (9:23)

## Classifiche
| Classifica (1996-2012) | Posizione più alta |
| ---------------------- | ------------------ |
| Belgio (Fiandre)       | 65                 |
| Belgio (Vallonia)      | 15                 |
| Finlandia              | 7                  |
| Francia                | 16                 |
| Germania               | 63                 |
| Giappone               | 91                 |
| Irlanda                | 7                  |
| Islanda                | 1                  |
| Italia                 | 5                  |
| Regno Unito            | 3                  |
| Svezia                 | 32                 |
| Svizzera               | 19                 |